# Tom Sandell
Tom Johan Ludvig Sandell född 5 februari 1936 i Helsingfors, Finland, död 11 mars 2024, var en finlandssvensk författare och kritiker.

## Biografi
Tom Sandell startade sin författarbana med diktsamlingen Ägg och nejlika 1957. Hans sammanlagda produktion omfattar åtta diktsamlingar och tio prosaverk. Av de senare är fyra romaner. 
Sin litteraturkritiska verksamhet bedrev Sandell främst i tidningen Hufvudstadsbladet i Helsingfors men han har också verkat som lärare vid litterära seminarier i hemlandet Finland och i Sverige.
Hösten 2008 utkom romanen By-pass, en bred utvecklingsroman som bär över tidsspannet 1950-2003. 

### Prosa
- Ur clownens garderob – 1965
- N.N. - 1967
- Just det, det vill säga livet - 1970
- Obeväpnad till tänderna - 1971
- Du - 1973
- Skuggboxaren - 1979
- Pavlovs hundar - 1983
- Trädet - 1988
- Civilia - 1977
- By-pass – 2008

### Lyrik
- Ägg och nejlika – 1957
- Lågor under vattnet – 1958
- Isristning – 1960
- Ljuset i rummet – 1964
- Dikter – 1969
- Dikter för medelålders – 1976
- En varg måste dö i sitt eget skinn – 1992
- Världen vill bli vad världen är – 2001